# Вистонида
Вистонида (грч. Βιστωνίδα) бивша је општина у Ксантијском округу, у периферији Источна Македонија и Тракија, у Грчкој. Име је добила по истоименом језеру. После реформе локалне самоуправе из 2011. године, део је општине Абдера.
Површина општинске територије је 159.524 km². Према попису становништва из 2011. године, на територији општине живи 10.435 становника. Седиште општине је град Генисиа.